# Calcio Pomigliano Femminile
Calcio Pomigliano Femminile, potocznie zwany Pomigliano Femminile (wł. ASD Calcio Pomigliano Femminile) – włoski klub piłki nożnej kobiet, mający siedzibę w mieście Pomigliano d’Arco, na południu kraju, grający od sezonu 2021/22 w rozgrywkach Serie A.

## Historia
Chronologia nazw:
- 2019: Calcio Pomigliano Femminile

Klub piłki nożnej kobiet Calcio Pomigliano Femminile został założony w Pomigliano d’Arco 21 czerwca 2019 roku. Po wykupieniu licencji od klubu ASD Vapa Virtus Napoli, zespół mógł występować w trzeciej klasie rozgrywek. W sezonie 2019/20 drużyna debiutowała w Serie C. Po piątej kolejce zespół objął prowadzenie w grupie D i wygrał wszystkie pozostałe mecze. W osiemnastej kolejce mistrzostwa zostały zawieszone z powodu ograniczeń związanych z pandemią COVID-19, ale ostatecznie zostały przerwane. Tak jak w momencie zawieszenia mistrzostw klub był na pierwszym miejscu i tym samym otrzymał promocję do Serie B. 26 września 2020 drużyna debiutowała w Coppa Italia, remisując 1:1 u siebie z Pink Sport Time. W sezonie 2020/21 zespół startował w Serie B, zajmując drugie miejsce i awansując do Serie A. 28 sierpnia 2021 drużyna Pomigliano rozegrała swój pierwszy mecz w Serie A, przegrywając 0:3 z aktualnym mistrzem Juventusem.

## Barwy klubowe, strój
|  |

Klub ma barwy granatowe. Zawodnicy domowe spotkania zazwyczaj grają w granatowych koszulkach, granatowych spodenkach oraz granatowych getrach.

## Sukcesy

### Trofea międzynarodowe
Nie uczestniczył w rozgrywkach europejskich (stan na 07-05-2022).

### Trofea krajowe
| \| \| Zdobyte trofea w rozgrywkach Włoch (stan na: 07-05-2022) \| |                                                          |      |                  |
| Rozgrywki                                                         | Osiągnięcie                                              | Razy | Sezon(y)         |
| Mistrzostwo                                                       | I miejsce                                                | 0    |                  |
| Mistrzostwo                                                       | II miejsce                                               | 0    |                  |
| Mistrzostwo                                                       | III miejsce                                              | 0    |                  |
| Mistrzostwo                                                       | ?.miejsce                                                |      | 2021/22          |
| Puchar                                                            | zdobywca                                                 | 0    |                  |
| Puchar                                                            | finalista                                                | 0    |                  |
| Puchar                                                            | 1/8 finału (faza grupowa)                                | 2    | 2020/21, 2021/22 |
| II liga                                                           | I miejsce                                                | 0    |                  |
| II liga                                                           | II miejsce                                               | 1    | 2020/21          |
| II liga                                                           | III miejsce                                              | 0    |                  |
| Włochy                                                            | Zdobyte trofea w rozgrywkach Włoch (stan na: 07-05-2022) |      |                  |

## Poszczególne sezony

### Rozgrywki krajowe
| \| Włochy \| Bilans występów klubu w rozgrywkach piłkarskich Włoch (Stan na 7 maja 2022 r.) \| \| |                                                                                |        |       |   |   |   |    |    |     |            |        |        |       |
| Poziom                                                                                            | Rozgrywki                                                                      | Sezony | Mecze | Z | R | P | B+ | B– | Pkt | Lata       | Awanse | Spadki | Naj.  |
| I                                                                                                 | Serie A                                                                        | 1      |       |   |   |   |    |    |     | od 2021/22 | 0      | 0      | ?     |
| II                                                                                                | Serie B                                                                        | 1      |       |   |   |   |    |    |     | 2020/21    | 1      | 0      | 2     |
| III                                                                                               | Serie C                                                                        | 1      |       |   |   |   |    |    |     | 2019/20    | 1      | 0      | 1     |
| IV                                                                                                | Eccellenza                                                                     | 0      |       |   |   |   |    |    |     |            | 0      | 0      |       |
|                                                                                                   | Puchar Włoch                                                                   | 2      |       |   |   |   |    |    |     | od 2020/21 | 0      | 0      | 1/8 f |
| Włochy                                                                                            | Bilans występów klubu w rozgrywkach piłkarskich Włoch (Stan na 7 maja 2022 r.) |        |       |   |   |   |    |    |     |            |        |        |       |

## Piłkarki, trenerzy, prezydenci i właściciele klubu

### Aktualny skład zespołu
Stan na 30 sierpnia 2021:
| Nr | Poz. | Piłkarz                             |
| -- | ---- | ----------------------------------- |
| 2  | OB   | Gaia Apicella (kapitan)             |
| 5  | OB   | Marta Varriale                      |
| 6  | PO   | Valentina Puglisi (wyp.z Juventusu) |
| 7  | PO   | Azzurra Massa                       |
| 8  | PO   | Aivi Luik                           |
| 9  | NA   | Deborah Salvatori Rinaldi           |
| 10 | NA   | Dalila Ippólito                     |
| 12 | BR   | Anna Buhigas                        |
| 17 | NA   | Marija Banušić                      |
| 18 | OB   | Viviana Aversa                      |
| 20 | PO   | Liucija Vaitukaitytė                |
| 21 | BR   | Sara Cetinja                        |

| Nr | Poz. | Piłkarz                            |
| -- | ---- | ---------------------------------- |
| 22 | NA   | Giuseppina Moraca                  |
| 23 | PO   | Giorgia Tudisco                    |
| 25 | PO   | Giovanna Miroballo                 |
| 27 | OB   | Livia Michelle Capparelli          |
| 28 | PO   | Zhanna Ferrario                    |
| 29 | BR   | Fabiana Fierro                     |
| 33 | OB   | Martina Fusini (wyp.z Fiorentiny)  |
| 54 | OB   | Emanuela Schioppo                  |
| 57 | OB   | Augustine Ejangue                  |
| 72 | OB   | Ilaria Lombardi                    |
| 73 | OB   | Danielle Cox                       |
| —  | PO   | Catarina Realista (wyp.z Sassuolo) |

### Trenerzy
- od 2019:  Domenico Panico

### Prezydenci
- od 2021:  Raffaele Pipola

## Struktura klubu

### Stadion
Klub rozgrywa swoje mecze domowe na stadionie Stadio Ugo Gobbato w Pomigliano d’Arco o pojemności 1600 widzów.

## Kibice i rywalizacja z innymi klubami

### Derby
- Napoli